# Xian de Linxi (Mongolie-Intérieure)
Pour les articles homonymes, voir Linxi.
Le xian de Linxi (林西县 ; pinyin : Línxī Xiàn) est un district administratif de la région autonome de Mongolie-Intérieure en Chine. Il est placé sous la juridiction de la ville-préfecture de Chifeng.

## Démographie
La population du district était de 242 419 habitants en 1999.